# Licos (fill de Hirieu)
Segons la mitologia grega, Licos (en grec antic: Λύκος, Lykos 'llop') fou un rei de Tebes, fill d'Hirieu i de Clònia, i, en la versió més freqüent, oncle d'Antíope, per ser germà de Nicteu. Una versió diferent feia de Licos i Nicteu els fills de Ctoni, un dels Esparts, els guerrers nascuts de les dents del drac que va matar Cadme. De vegades també, es considera Antíope filla de Licos i no la seva neboda.
Per venjar el rapte d'Antíope, Licos va atacar i prendre la ciutat de Sició i va matar Epopeu. Però de vegades s'explica que Licos hauria atacat Sició per venjar la mort del seu germà.
La Biblioteca d'Apol·lodor diu que Nicteu i Licos van marxar d'Eubea, el seu país, per haver mort el fill d'Ares i de Dotis, Flègias. Es van refugiar a Híria, a Beòcia i després van anar a Tebes, on els va acollir Penteu, que va confiar a Licos el càrrec de polemarc o cap de l'exèrcit. A la mort de Penteu, Licos va ser nomenat rei. Una altra versió explica que Licos havia estat regent després de la mort de Làbdac, perquè el fill del rei, Laios, encara era massa jove.
Una altra llegenda que explica Higí fa de Licos el marit d'Antíope. Licos l'havia repudiat perquè ella tenia un amant, Èpaf, i després l'havia estimat Zeus. Per altra banda, Licos s'havia casat amb Dirce i ella estava gelosa d'Antíope, perquè sospitava que el seu marit encara la veia. Dirce la va fer empresonar, però Zeus ordenà que fos alliberada miraculosament de les seves cadenes i va marxar al Citeró, on va tenir dos fills, Amfíon i Zetos. Aquests herois van castigar més endavant Dirce i Licos. S'explica que els dos joves van matar Licos, però també que en van tenir prou amb privar-lo del seu reialme.